# 飛行機

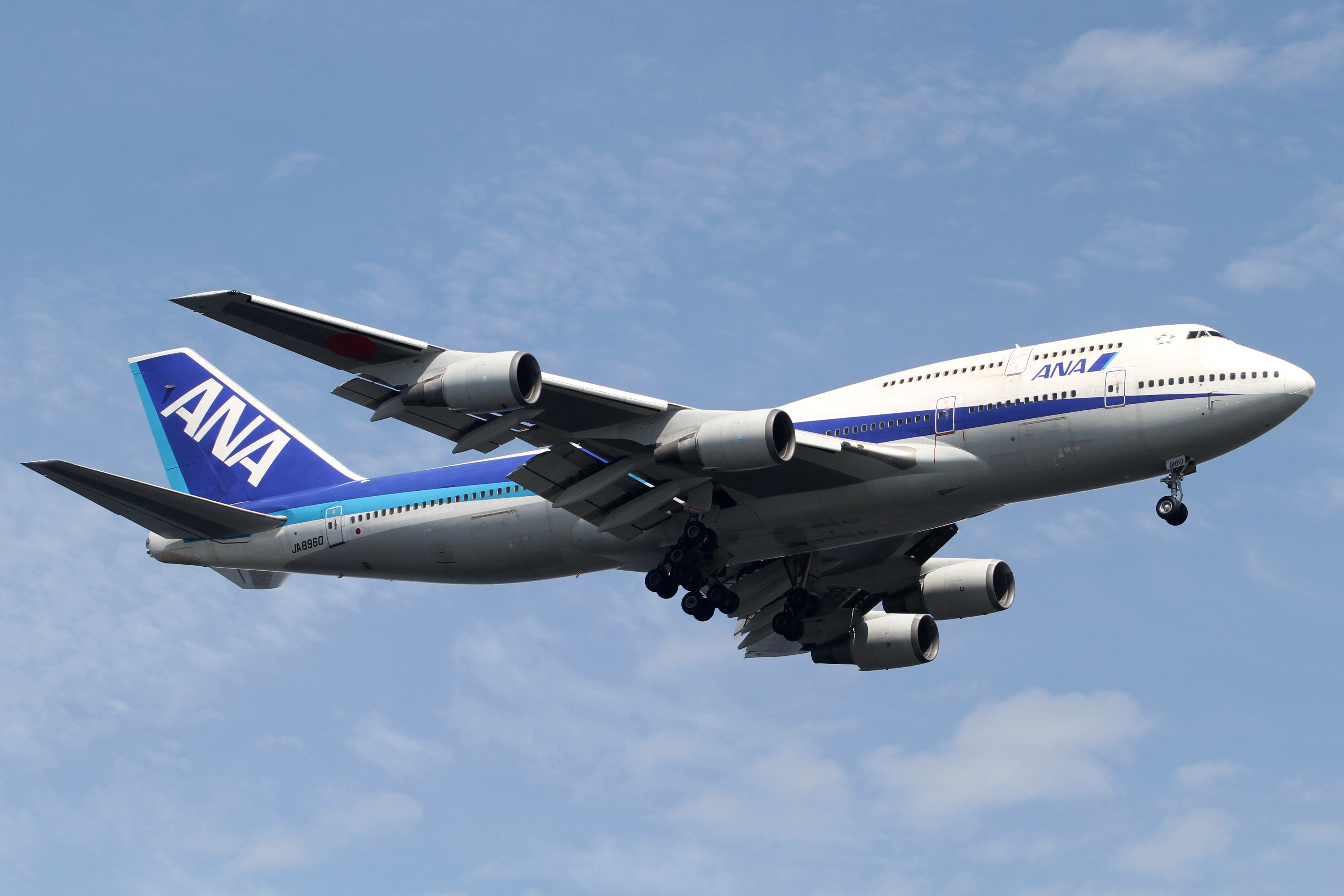
ジャンボジェット機

飛行機（ひこうき）とは、空中を飛行する機械である航空機のうち、前方への推力を得て加速前進し、かつ、その前進移動と主翼によって発生する揚力で滑空および浮上するものを言う。

## 概説
飛行機というのは、航空機のうち、前方への推力を得て加速前進し、かつ、その前進移動と主翼によって発生する揚力で滑空および浮上するもののことである。
なお形状は似ているが、動力を持たず、牽引されないと滑空しかできない航空機は「飛行機」には分類されず、グライダーと分類される。（ただし、飛行機とグライダーの中間的なもの、小さくて非力なモーターを搭載したモーターグライダーというものもあり、それに関してはどちらに分類するかは、文脈・分野にもよるので、やや曖昧な面もある。）
第二次世界大戦期には（軍用の）ロケット飛行機というものもあったがこの推進方式は一般化せず消えてしまい、ジェット機が一般的になったので、あまり言及されない。
飛行機は他の一般的な乗り物、たとえば船、鉄道、車、自転車などと比較すると移動速度が速い、という特徴がある。それと関連するが、飛行機は「移動距離あたりの」死亡事故発生割合が、船、鉄道、車などの乗り物よりも低いというデータを提示される。航空会社はしばしばそれを根拠に「世界で最も安全な乗り物」と宣伝する。ただし「単位移動時間あたりの」死亡事故発生割合のデータで比較すると、それらは異なった順位となる。また飛行機は、一度事故が起こると、甚大な被害になる場合が多いという特徴もある。
さまざまな飛行機
- 大型旅客機 ボーイング747-400（ジャンボジェット機）
- 小さめのジェット機、ビジネスジェットの例、HondaJet
- プロペラで推進する比較的小さな飛行機の例、セスナ172RG
- 軍用の飛行機の例、F-2およびSu-30MKI
- エアレース用（競技用）の飛行機の例（室屋義秀が操縦したジブコ エッジ540）

### 飛行の原理
簡単に言えば飛行機は、ジェットエンジンやプロペラ等を用いて前進することで、その翼に対して「対気速度」を得て、それにより自身の重量より大きな揚力を得ることで上昇する。水平飛行の時は飛行機の重さと揚力が釣り合っている場合である。
飛行機を支える揚力というのは、空気の流れの（あるいは風の）力の一種である。
静止した物体にある速さの風が当たる場合と、ある物体が同じ速さで反対方向に進む場合では、風の力の生じ方は変わらない。例えば静止した空気の中をジェット機が250m/sという速さで飛べば、250m/sという、ものすごい速さで風が前方から機体に当たってきている。風の力というのは風速の2乗に比例しており、台風の風速50-60m/sの風ですら家屋を破壊するような巨大な力を持っていることを思えば、ジェット機に働く風の力の大きさを想像できるようになる。翼の揚力は、同じ迎え角であると、速度の2乗に比例して増加する、また同一の速度であると、迎え角が大きくなるほど揚力は増加する。飛行機は、ある高さを保って水平飛行を続ける時は、揚力が重力とつりあい、かつ、推進装置の推力と飛行機全体に働く抗力がつりあうようにしなければならない。よって（水平に飛ぶ時は）、高速で飛ぶ時は迎え角を小さくし、低速で飛ぶ時は迎え角を大きくして、揚力と重力がつりあうように調整して飛んでいる。
なお、上記の説明だけだと、「翼の迎え角をどんどん大きくしてゆくと速度を落としても水平飛行可能」ということになるが、実際には迎え角がある限界に達した段階で失速という現象が起きる。よって飛行機には安全に飛行できる最小速度というものがあり、それを「最小速度」や「失速速度」と呼んでいる。それは例えば、ジェット輸送機だと一般に200-250 km/h程度になる。つまりこの場合、（かつての）新幹線の最高速度程度以上の速度は出さないと安全に飛べないのである。

## 構成・構造
平凡社『世界大百科事典』（1988年版）では、飛行機の構造（あるいは構成）として「翼、推進装置、操縦装置、胴体、降着装置」を挙げている。『飛行機の基本と仕組み』によると、飛行機を形作っている部品の数は、大型旅客機であるエアバス等の場合300万点を超えるが、構造物として大別すればいずれの飛行機も胴体・主翼・尾部の３つの部位に分けられる。

なお上記は飛行機の代表的な構造についての説明であり、それとは異なった構造の機種もある。例えば、B-2爆撃機のように胴体と尾翼を持たない全翼機も（少数ではあるが）実用化されている。

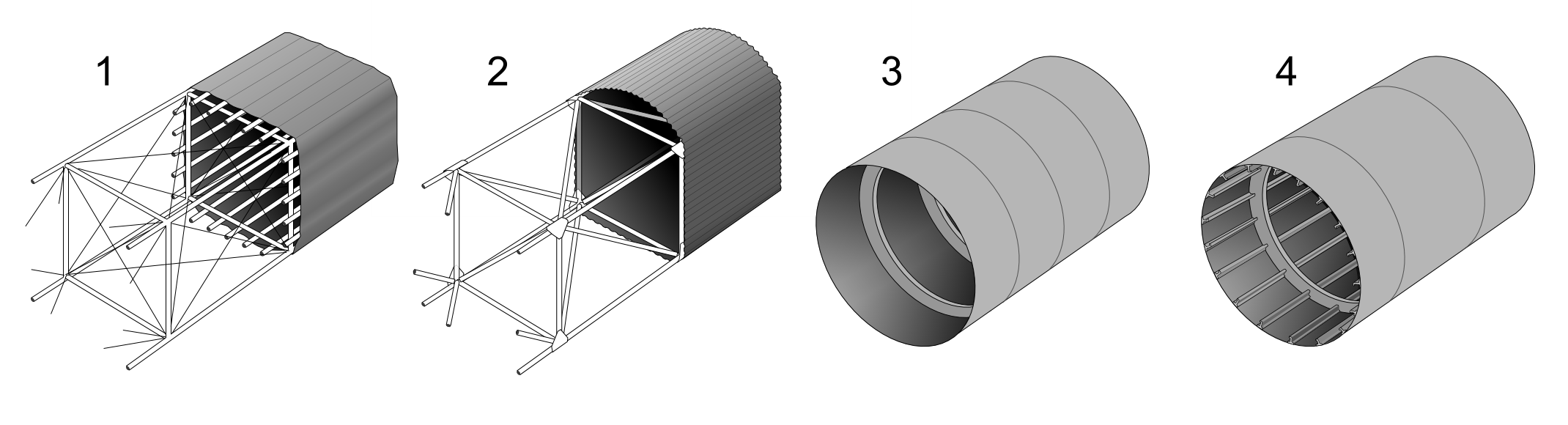
飛行機における機体の構造、1. トラス構造（帆布） 2. トラス構造（波板金属板） 3. モノコック構造 4. セミモノコック構造

### 機体の構造
機体（つまり推進システムを含まない部分）の構造の種類としては、トラス、ビーム、ロッド、チューブ・ワイヤなどから構成された固定骨組み構造に外板として羽布を張り、羽布は基本的に強度を負担せず、固定骨組み構造が強度を負担するトラス構造がその一種である。このほか、アルミニウム合金の外板の内側にフレーム（助材）の骨組み構造部材を取付けたモノコック構造、アルミニウム合金の外板の内側にフレーム（助材）やストリンガ（縦通材）、ロンジロン（強力縦通材）の骨組み構造部材を取付けたセミモノコック構造がある
また、2枚の板状外板の間に芯材を挟んでサンドイッチ状にした板を外板に使用して、強度および剛性を大きくして、軽量化を図り、補強材の使用をこれまでより少なくして工数を大きく削減できるサンドイッチ構造があり、主に主翼に取付けられている動翼のスポイラー、フラップ、補助翼などで使用されている。

大型ジェット旅客機の主翼と各装置類、1ウイングチップ・2補助翼（低速用）・3補助翼（高速用）・4フラップトラックフェアリング・5前縁フラップ（クルーガ・フラップ）・6スラット・7後縁フラップ（内側）・8後縁フラップ（外側）9スポイラー・10スポイラー（エアーブレーキ用）

### 翼

#### 主翼
主翼は、クッタ・ジュコーフスキーの定理により翼の上下に空気の循環が生じ、見かけ上、翼の下側より翼の上側のほうが空気の流れが速くなる断面形状をしている。(「翼の上面は下面より膨らんでいるが、上側を通る気流と下側を通る気流は同時に翼後端に到達するので経路の長い上側の気流の方が速くなる」という俗説は誤り。そもそも上側の気流と下側の気流が同時に後端に到達するという前提に根拠がないし、背面飛行や紙飛行機の飛行などを説明できない。)ベルヌーイの定理より、空気の流れが速い上部の圧力は下部より下がり、この圧力差により飛行方向に対して上向きの力（揚力）を発生する。一般に、低亜音速機に用いられる翼断面形（翼型）は上側が膨れた凸状であるが、飛行速度や用途によって様々な翼型がある。翼型と翼平面形（上から見た主翼のカタチ）は飛行特性に大きな影響を与える。効率的に揚力を発生させるには細長い平面形状が適する。主翼の縦と横の比率を「アスペクト比」（「縦横比」とも）と呼んでおり、翼幅2/翼面積で表される、アスペクト比が大きいほど、主翼に発生する揚抗比（揚力と抗力の比）が大きくなり、主翼の翼端渦により発生する誘導抗力が小さくなる。そのため、高く遠くへ飛ぶ飛行機は、主翼のアスペクト比を大きく設定した細長い翼が有利である。東京大学教授の鈴木真二によると、ライト兄弟の時代からアスペクト効果は理解されていたという。ただし、あまりアスペクト比を大きくすると強度の問題等が出てくる。
翼を長くすると揚力の面では優位であるが、当然の結果として翼の付け根の負荷が増大することは避けられない。高速で飛ぶ飛行機の主翼には、高速での空気抵抗が少ない後退翼が採用される。つまり、後退角を付けると主翼の前縁に音速付近での直角方向速度成分が少なくなり、衝撃波の抗力を少なくできる利点がある（この利点から主翼以外にも後退翼が採用される）。
さらに揚力と速度の間の関係から、超音速機は速度が速い分翼が小さくて済む。このため、超音速機はではアスペクト比が極端に少ないデルタ翼やオージー翼が採用される。逆に揚力の面を重視する場合、例えば航続距離世界記録機の航研機や、高々度の極狭い速度領域を飛行するスパイ偵察機「U-2」ではアスペクト比（縦横比）の大きい翼が採用される。
翼の構造には、強度と軽量性を両立させるため、後述する胴体と同じくセミモノコック構造が採用されることが多い。
- 翼桁（ウイング・スパー）：翼の翼幅方向の曲げ荷重とせん断力を主に受け持つ部材。小型機では片翼につき1本が多い。大型機では2～3本のものや、もっと多くのものがあり、補助的なものはストリンガと呼ばれる。
- 翼小骨（ウイング・リブ）：桁と直交する薄い板で、翼型をしており、翼型を保持する上で必要である。外板およびストリンガからの空気力を翼桁に伝える役目を持っているが、翼型を保持するのみで空気力を翼桁に伝える役目を持たない補助小骨がある。翼幅方向に多数が配置される。
- 外板（スキン）：リブの表面を覆う薄い板。ねじり荷重を受け持つ。

翼桁・翼小骨・外板によって応力外皮構造であるトーション・ボックス構造を構成している。トーション・ボックスとは、ねじり荷重を機体に伝達する箱状の構造であり、曲げ・せん断力・ねじりに強くなっている。種類としては、1つの桁に前縁外板を取付けた構造の単桁応力外皮構造、前桁と後桁を横に配置して、その間の上下に外板を取付けた構造の2本桁応力外皮構造、前桁と主桁と後桁を横に配置して、その上下に外板を取付けた構造の3本桁応力外皮構造、2本桁応力外皮構造と3本桁応力外皮構造にストリンガを外板の内側の翼幅方向に取付けることでストリンガと外板に曲げ荷重を負担させるマルチストリンガ構造がある。翼桁は機体胴体内にある主翼の荷重を胴体に伝達する構造部材のキャリスル・メンバに、補助桁は機体胴体内にある取付け金具にそれぞれ取付けられるが、中・大型機では、キャリスル・メンバをトーション・ボックス構造にしており、左右の主翼をこれに取付けている。また、翼に発生する揚力などの空気力は、 外板→  翼小骨 → 翼桁 → 胴体と伝わる。
翼桁の太さ・外板の厚さと材質はその部分にかかる応力に応じて設定され、翼の先端近くでは桁は細く外板は薄く設定される。最近ではこれらの構造を大きな金属槐から直接削り出す工法も採用されている。飛行中は主翼を上に曲げる方向に揚力が働くため、下面外板には引っ張りに強い素材、上面外板には圧縮に強い素材を選定する。戦闘機のような薄翼では、各場所にかかる応力に応じて素材を組み合わせて使う複合材料が多用される。
主翼内部のトーション・ボックスを耐燃料性シーラントにより密閉構造にして燃料タンクに使うことが多く、この方式をインテグラルタンクと呼ぶ。また主翼にエンジンや主脚などの降着装置を装備することが多い。攻撃機などでは主翼に兵装爆弾・ミサイルや増加燃料タンクをずらりとぶら下げているが、いずれの場合も主翼には充分な強度が要求され、脚や兵装の取り付け部は充分な補強が実施されている。
現代の飛行機は、特殊な場合を除き主翼は左右各1枚（単葉）である。主翼後部（後縁部）にはエルロン（補助翼）や、主翼の前部と後部には、離着陸の低速時に揚力を増大させるフラップやスラットなどの高揚力装置が装備される。主翼上面には、着陸滑走時や飛行中にエアーブレーキを掛ける際や主翼の揚力を減らすためのスポイラーを備えるものもある。また、また、主翼と胴体の結合部での渦の発生による抗力の増加を防ぐためのフィレットや主翼端での渦流の発生による抵抗を減らすためのウイングレットを装着するものもある。

#### 操縦装置（補助翼、昇降舵、方向舵）
飛行機の操縦装置は、機体の3軸まわりの姿勢（ピッチング、ヨーイング、ローリング）を変化させるための主操縦翼面である補助翼・昇降舵・方向舵を操作する主操縦装置と、エンジンおよびスロットルの操作や、フラップ、エアーブレーキ、タブ、スポイラ、スラットといった補助操縦翼面を操作する副操縦装置とに分けられている。後者はそれらを操作した場合の表示装置が必要である。

人力操縦装置の索操縦系統での操縦翼面（補助翼、昇降舵、方向舵）の動き。操縦席から操縦翼面の間は2本の索による往復式で動かされている

また、操縦装置の種類は人力操縦装置、動力操縦装置、ブースター操縦装置、フライ・バイ・ワイヤ操縦装置に大別される。人力操縦装置は小・中型機で使用されており、操縦席と操縦翼面の間を索（ケーブル）、滑車、またはロッド、レバー等を利用したリンク機構で繋ぎ、操縦翼面を人力だけで操作するものであり、工作や整備が容易で、信頼性が高い長所がある。これには、索と滑車を利用する索操縦系統、プッシュ・プル・ロッドを利用するプッシュ・プル・ロッド操縦系統、トーション・チューブと呼ばれるチューブを利用するトーション・チューブ操縦系統がある。索操縦系統は軽量で遊びがなく、方向転換が自由で安価である。一方で摩擦や摩耗、スペースが必要であること、予め張力が必要で伸びが大きいことが短所である。また索は操縦席と操縦翼面との間で2本使われ、往復式で使用される、これは､1本の場合だと飛行中での急激な姿勢変化により、重力加速度が索に掛かることで索がたるみ、操縦翼面が勝手に動いてしまうためである。プッシュ・プル・ロッド操縦系統は、摩耗が少なく伸びがない。一方で重く遊びがあり、高価である短所がある。主に運搬で主翼などを外す必要があり、組立の際に調整を簡単にすることができるグライダーで使用されている。トーション・チューブ操縦系統は、レバー型式とギア型式とに分かれる。前者は主翼後部に取付けられたフラップを操作するフラップ系統に使用されている。後者は摩擦力が小さいのが特徴で、方向転換の大きい箇所で使用されている。
動力操縦装置は、大きな操縦力が必要な大型機や超音速または亜音速域で飛行する飛行機で使用されている。操縦席と操縦翼面の間に設けたリンク機構を介して飛行機の主油圧系統から供給される高圧油圧により作動する油圧サーボ・アクチュエータを作動させることにより、操縦翼面を作動させるものである。ブースター操縦装置は、動力操縦装置の一種であり、操縦席と操縦翼面の間は、人力操縦装置と同じリンク機構を介して直接操作するが、操縦者の操舵力に比例した力を高圧油圧とサーボ・バルブにより倍力して、油圧アクチュエータによりその力を操縦翼面に加えるものである。フライ・バイ・ワイヤ操縦装置とは、機械的なリンクに代え電線が操作量を伝達するものであり、操縦装置への入力が発信器で電気信号に変換され、その電気信号が、加速度と傾きを検知するセンサーとコンピュータを組み込んだ飛行制御コンピュータを介して、油圧サーボ・アクチュエータに伝達されて操縦翼面を作動させるものである。

##### 補助翼

エルロン（補助翼）の動きとそれに伴うローリング運動。

補助翼は主翼の左右、後ろ側の縁に、ヒンジによって付けられている。補助翼というのは、一方を上げると他方が下がる仕組みになっている。例えば、右側を下げるとそれと連動して左側が上がり、左側を下げるとそれと連動して右側が上がる。例えば左側の補助翼を下げ、右側の補助翼を上げると、左側の翼の揚力が増し、右側の翼の揚力が減るので、機体を右に傾ける向きのモーメントが働く。このモーメントによって、機体を右に傾けることも可能であるし、左に傾き過ぎていた機体を水平に戻すことも可能となる。また、大型のジェット機の場合には、主翼の外側に低速域用の補助翼と内側にあるフラップの間に全速度域用の補助翼の2つの補助翼を装備しており、低速での飛行の際には2つの補助翼が作動し、高速での飛行の際には外側の低速域用の補助翼はロックされ、内側の全速度域用の補助翼だけが作動する。両者とも、補助翼の作動と同時に傾ける側の主翼の上部に装備されたフライト・スポイラーを作動させて機体を傾かせる。また、補助翼は機体を旋回させる際には必ず使用され、旋回する前に補助翼により機体を傾かせてから方向舵を作動させて旋回する。

##### 尾翼
上下方向に装備されるものを垂直尾翼、左右に伸びるものを水平尾翼と呼んでいる。垂直尾翼は、胴体に固定された部分を垂直安定板、その後ろの可動部分を方向舵（あるいはラダー）と呼ぶ。水平尾翼は同様に水平安定板と昇降舵（エレベーター）からなるのが一般的で、後者は主翼からの洗流（英語：「down・wash」）を考慮して、胴体への取付角度を水平よりやや上向きとしている。尾翼は一般に、モーメントを確保するために主翼から十分に離れた位置に置かれる。多くは胴体後端に設置されるが、胴体前部に設置した先尾翼機（エンテ型飛行機）もある。尾翼の構造は主翼に準じるが、主翼に比べ強度上の問題も小さく簡素である。尾翼（両方もしくは水平尾翼のみ）の無い飛行機は無尾翼機と呼ばれる。また、固定の水平安定板を持たず水平尾翼面全体が可動のフライング・テールと呼ばれる方式もある。この場合、水平尾翼はスタビレーター（スタビライザー + エレベーター）と呼ばれる。この方式は第一次世界大戦から現在まで、運動性を要求される戦闘機に採用されることが多い。一方、翼面全体が動翼となり効率が高いため、小さく軽い尾翼で済むという利点から小型機にも多く採用されている。亜音速から遷音速域を飛行するジェット旅客機で動力操縦装置を装備している機体には、トリム・タブが使用できないのと、昇降舵の舵の角度を大きく取ると、舵面の先端から衝撃波が発生して、操舵力が急に増加したり、舵の効きが低下するため、水平安定板の取付角度を飛行中に変化させて、昇降舵の操舵量を小さくする方式が採用されており調整式安定板と呼ばれている。この場合は、水平安定板は長期的なピッチ姿勢の安定（トリム）、水平尾翼は短期的なコントロールに使用する。

エレベーター（昇降舵）の動きとそれに伴うピッチング運動。
ラダー（方向舵）の動きとそれに伴うヨーイング運動。
大型ジェット旅客機エアバスA380の尾翼、赤色の部分が垂直安定板・桃色の部分が方向舵（ラダー）・青色の部分が水平安定板・水色の部分が昇降舵（エレベーター）。

### エンジン

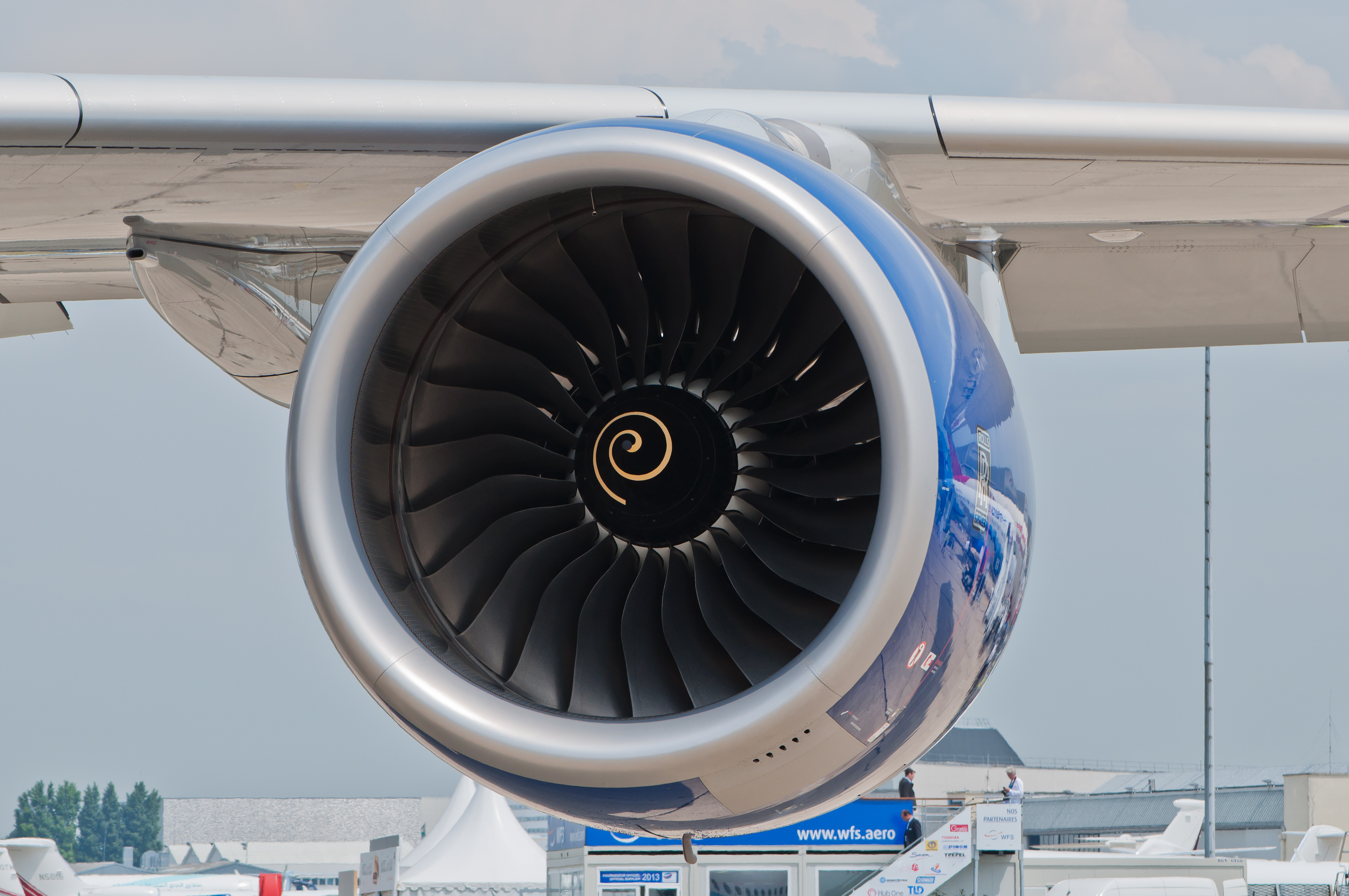
ジェットエンジン (エアバスA380)

翼に揚力を発生させるには、正面から当たってくる空気の流れの抵抗に打ち勝って、飛行に必要な速度を機体に与える推進装置が必要である。
現在の飛行機用エンジンは、レシプロエンジン（ディーゼルエンジンとガソリンエンジンのうちピストンを持つもの）と、ガスタービンエンジン（いわゆるジェットエンジン）とに大別される。
レシプロ機はエンジン出力軸の回転数を減速し、プロペラを駆動して、各プロペラブレードに生じる前方向きの揚力で推進する方式がほとんどであるが、ガスタービンのものは、推進力を得る方式の違いにより以下がある。
- 燃焼ガス（排気）の噴出エネルギーの反動を推力とする、もっとも歴史の長いターボジェットエンジン
- タービン軸の回転を減速してプロペラを駆動するターボプロップエンジン
- 排気反力に加え、タービンで大径ファンを駆動し、推力を得るターボファンエンジン

このうち、ターボジェットエンジンは、タービン軸から機械的に駆動力を取り出す方式との区別のため、「ピュア・ジェットエンジン」と呼ばれることもある。それぞれは、その特性を生かし、用途により使い分けられている。
このほかに、電動機（モーター）でプロペラを回す電動航空機も既に飛行例があり、新型の開発も進んでいる。空飛ぶ自動車としての機能を持つタイプも研究されている。電力は搭載電池や、エンジンと組み合わせた発電機から得るハイブリッド型 のほか、機体に取り付けた太陽電池を使うソーラープレーンもある。
人間の筋力でプロペラを回す人力飛行機も、主に冒険やスポーツ・娯楽目的に存在する。
その他、過去に採用されたことがあるエンジンとしては、第二次世界大戦の前から終戦までのドイツでは、クルップとユンカースによる上下対向式(de)2サイクルディーゼルエンジン、ユモ 205やユモ 207を搭載したドルニエ Do 18（ドイツ語版）やブローム・ウント・フォス BV 138、BV 222水上輸送機、小型プロペラ機用のヴァンケルロータリーエンジン、巡航ミサイルV1に用いられたパルスジェットエンジンのほか、やはりドイツで大戦末期に登場した戦闘機、Me 163や、アメリカの超音速実験機ベルX-1などのロケットエンジンはミサイル用として現役の技術であり、超音速（ロケットモーターに比べて）長距離ミサイル用のラムジェットエンジンも現役の技術である。このうち、ディーゼルエンジンについては、地球温暖化防止に効果があるとして、近年再興の可能性が出てきた。極超音速長距離ミサイル他用に向けスクラムジェットエンジンが開発中である。
日本での航空機エンジンの数え方は、「発動機」に由来した「発」で表される。これは戦前からの慣習で、現在でもそのまま使われている。一基装備の機体を「単発機」（略して単発）、二基のものを「双発機」（双発）と呼び、それ以上はエンジンの数に「～発（機）」を付けて、「3発（機）」「4発（機）」...などと呼ぶ。
重量と体積の大きいレシプロエンジンでは、エンジン搭載位置の自由度は低くなり、単発機はもちろん、奇数発機のエンジンのうちの一つは、機首や機尾、パラソル式（支柱支持高翼配置）の主翼上など、平面視での機体中心線上に置かれる。左右非対称の機体（BV 141）でも、尾翼の付いた胴体側（操縦席の無い方）の中心線上にある。双発以上の偶数発機では、多くが主翼前縁に配置される。強度上の理由で、エンジンをまとめて設置するために2基一組にしたもの（ドルニエ Do X）や、速度を追求するために前面投影面積を増やさずに2基エンジンとしたもの（ドルニエ Do 335）ではタンデム配置のものもある。また、隣合う二つのエンジンをギアで連結し、2基のエンジンで一つのプロペラを駆動するもの（ハインケル He 177）も見られた。これらは全て戦時中のドイツ生まれである。その亜種に星型エンジンの段数を増やした例が幾つかある。
レシプロ機はライト兄弟の1号機から使われている方式。現在では趣味で乗る自家用機のほか、飛行訓練や写真撮影、農薬散布、アクロバット飛行、遊覧飛行、水上タクシー等に使用されている。
比較的近距離の路線で頻繁に離着陸する小型から中型の機体は、ジェット機よりも離着陸性能の良いターボプロップ機の方が適している。そのため、コミューター機と呼ばれる10人 - 50人乗りの旅客機や、条件の悪い飛行場での運用を考慮した軍用輸送機はターボプロップ機が多い。自家用機程度の小型機でターボプロップエンジンを積むものもある。
現代において、中型から大型の旅客機や、軍用機のうち高速を要求されるタイプ（戦闘機など）は全てジェット機である。その中でも純粋にジェットの排気エネルギーで推力をまかなう方式をターボジェットと呼ぶ。騒音が大きく、燃料の消費も非常に多い。経済性や航続距離、環境性能が重視させる旅客機では現在、燃費も良く、騒音も比較的少ないターボファン方式が主流である。これはエンジン内最前部にファンを設け、タービン軸出力でこのファンを回して得た推力と、ジェット排気の推力の両方を利用する方式。空港でジェット旅客機のエンジンを正面から見ると、多数の羽根（ファンブレード）を有するファンが回っているのが良く見える。詳しくはジェットエンジンを参照。

#### 機体への搭載
機体へのエンジンの搭載方法としては、ピストン・エンジンを単発機に搭載する場合では、機体胴体の最先端に防火壁を介して取付けられたエンジン・マウント（発動機架）にボルトやナット、振動吸収ゴム・クッションまたはパッドを介して取付けられる。多発機の場合では、主翼に外板、カウリング、構造部材、防火壁、エンジン・マウントで構成されたセミモノコック構造のナセルを設けて、そこにエンジンを取付けている。ジェット・エンジンの場合には、主翼下または機体胴体後部にパイロンを設けて、防火壁とエンジン・マウントを介してエンジン・ポットと結合され、並列に配置するものが多い。ジェット戦闘機に代表される速度と運動性を重視する機体では、機体に対して大きなエンジンは空気抵抗低減と質量 (mass) 集中のため、単発、多発とも、エンジンは胴体内に置かれる。
単発機に搭載されたピストン・エンジンの場合には、その周囲に取り外しが可能なカウリングに覆われている。大型のレシプロ・エンジンまたはターボプロップ・エンジンを搭載する場合には、防火壁が付いたカウル・パネルで覆われているものがあり、ヒンジによりカウル・パネルを開くことが可能である。また、空冷のピストン・エンジンを搭載している場合では、カウリングまたはカウル・パネルに、エンジンを冷却をするためのカウル・フラップを装備しており、飛行中に作動させると、前面からカウル・フラップを抜ける空気の流れができることでエンジンを冷却する。ジェット･エンジンのカウル・パネルは、エンジン本体外側に流れる空気を滑らかに流すとともに、エンジン自体を損傷から守るために取付けられており、先端にあるノーズ・カウル、上面または下面にヒンジが取付けられ取り外しが可能なカウル・パネル、固定されたカウル・パネルで構成されている。

### 胴体
胴体には、パイロットを含む乗員・乗客・荷物（貨物）を搭載する。また（中型以上の飛行機では一般的に）前脚を格納する。さらに燃料タンク・主脚を搭載するものもある。操縦席部分は「コックピット」、客室部分は「キャビン」、床下貨物室部分は「ベリー」と呼ぶ。単発機や3発機では胴体の最前部または最後部に1発のエンジンを搭載する。最初の飛行機には胴体と呼べるものは無く、操縦席は木製骨組みの上に簡素なイスを載せたものであった。その後木製の骨組を丈夫な帆布で覆った構造になり、現在は縦横に組み合わせた骨組の表面にアルミ合金や炭素繊維強化プラスチック（CFRP）製の薄い板を張ったセミモノコック構造が主流である。なお空気の薄い（したがって気圧が低く酸素の少ない）高空を飛ぶ旅客機は、胴体内部を円形の前部圧力隔壁と後部圧力隔壁で仕切り その間のエリアを8000 ft以下の気圧高度に保っている、これを「与圧」と呼んでいる。そのため、胴体構造は飛行時での荷重のほかに、圧力容器として内圧に耐える構造でなくてはならない。
セミモノコック構造の胴体は、主に以下の部材からなる。
- 縦通材（ストリンガ）： 胴体の長手方向の曲げ荷重を主に受け持つ部材であり、外板の剛性を増す役割を持っている。小型機でも数本、大型機では円周上に何十本も配置される。特に強度の大きなものはロンジロンと呼ばれる。
- 円きょう（フレーム）： ストリンガと直交する胴体の縦方向の部材であり、胴体形状を保つ。主要なフレームの間には、胴体形状を一定の形に保つためのリングフレームが挿入されている。
- 外板（スキン）： フレームの外側に張られる薄い板。引っ張り・圧縮荷重の一部を受け持つ。

### 降着装置
現在ほとんどの機種は前輪式と呼ばれる「脚柱（ストラット）+ 車輪（ホイール）」からなる脚が3個所に付いている形態を採用している。胴体前部にノーズギア（前脚）と呼ばれる小ぶりの脚があり、重心より少し後方の左右に一対の主脚が配置されている。主輪は機体重量の90%を支持している上に、着陸時にはさらに大きな負荷がかかるため、軽量且つ堅牢な構造と緩衝サスペンションが求められる。現在では、小型機を除く多くの飛行機は、空気抵抗を軽減するために、飛行中に降着装置を折り畳んで機体胴体やナセル、主翼内部に格納する「引き込み脚」を備えており、着陸装置を格納する部分はホイール・ウェルと呼ばれている。また、フロートを有した水上機や水陸両用機、積雪地用にスキーを装備するものもある。
着陸滑走時に使用するブレーキは油圧作動のディスクブレーキである。小型機の場合ディスクは1枚が多いが、大型機では複数のディスクを使用するセグメンテッド・ロータ方式が多い。アンチスキッド機能を有するものも多い。また車輪のタイヤは大型機では一本の脚に四輪や八輪のタイヤを装着している機体もある。多くのタイヤを並べて接地時のショックの分散を図り衝撃に耐えさせている。さらに不測のパンクにも備えるためである。いずれにしても過酷な条件で使用されるため寿命が短く、各機種ごとに着陸回数に応じてタイヤ交換やゴムの巻き代え時間が定められている。

## 運用を支える施設・人員
ほとんどの固定翼機は離陸や着陸にある程度の長さを持つ滑走路が必要である。垂直離着陸機、回転翼機も整備や燃料補給が欠かせないため、飛行機はこれらを支える施設を持つ飛行場（民間空港や空軍基地）を拠点とする。飛行機の組み立て工場も、完成後にそのまま飛行できるよう飛行場に隣接しているか、滑走路を備えていることが多い。
軽量の軍用機などは野外の不整地で離着陸した例もある（第二次世界大戦中のグラン・サッソ襲撃など）。水上機や飛行艇は海面、湖面での離着陸が可能である。また航空母艦は、艦載機（艦上機）を運用できる。
飛行機の操縦士はパイロット、点検・修理を行う技術者を航空整備士と呼ぶ。

## 歴史

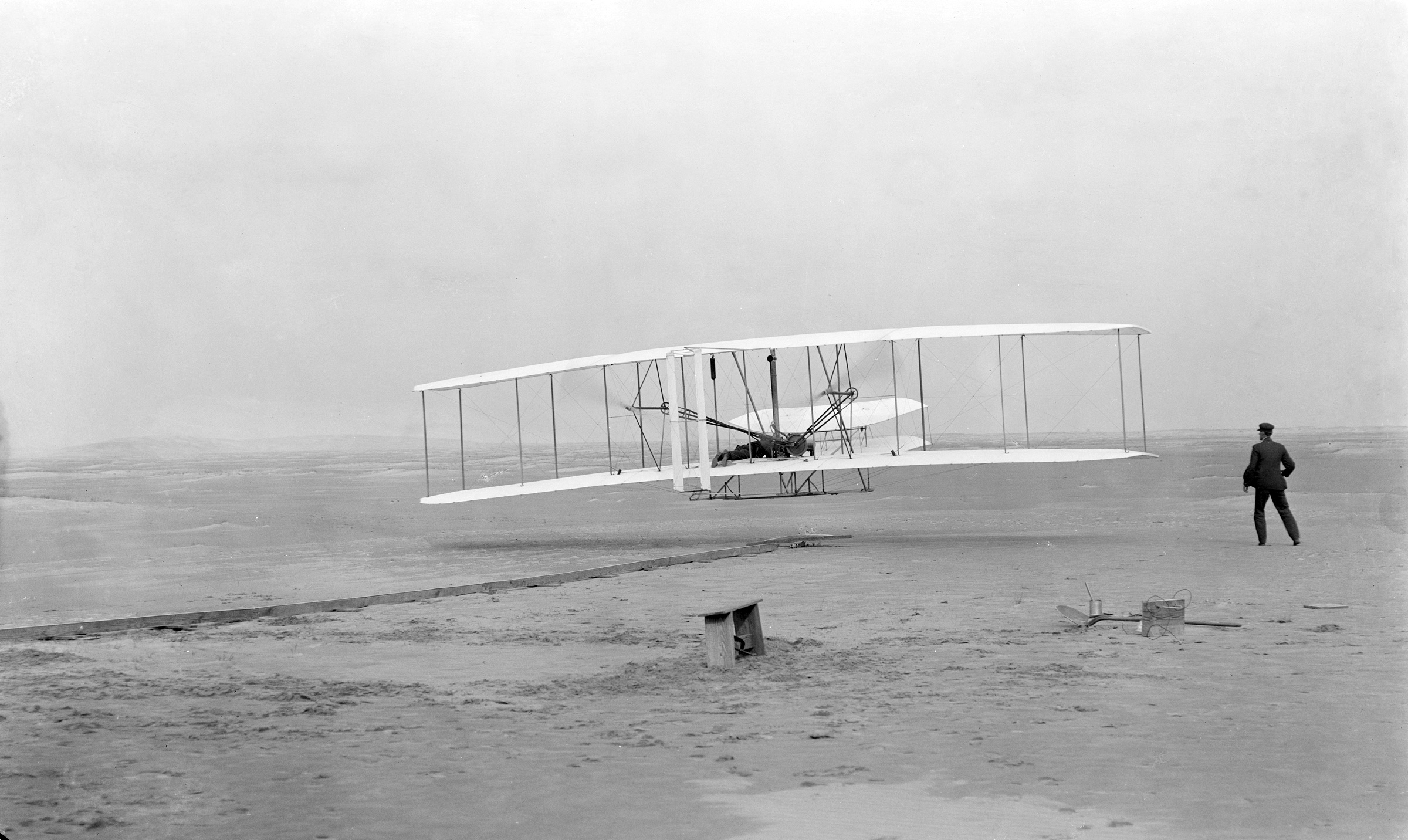
世界初の飛行機 (ライトフライヤー)

1903年12月17日に米国でライト兄弟がライトフライヤー号による有人飛行を行い、サントスデュモンは、1906年10月22日にヨーロッパで「14-bis」を飛行させた。この飛行機は、独自の手段で離陸した最初の航空機だった。この時代、骨組は木製、翼は布張りが一般的であった。

## 種類
「飛行機の種類」と言っても、分類するための単なるグループ分け、といった程度のものである。ここでは既存の入門書などに倣って、用途と大きさに着目した分類、さらに外観に注目した分類を示す。 付記として代表的な機体を一部例示する。
操縦資格はエンジンの種類（レシプロかタービン）、エンジンの数（単発か多発）、運用場所（陸上のみか水上）の8等級で分類されている。
なお「複葉機　/ 単葉機」は、主翼の枚数で分類する、歴史的な分類法である。現在では１枚が一般的で当たり前になっているので、わざわざ「単葉機」とは分類しないことが一般的。

### 用途別種類分類

#### 民間機
1. 練習機 ＝ステアマン モデル75
2. 旅客機
  1. エアバス[注 10]＝エアバスA320、ボーイング747
  2. コミューター・リージョナルジェット[注 11]＝デ・ハビランド・カナダ DHC-8、エンブラエル ERJ 145
3. 貨物機 [注 12]
  1. 郵便機[注 13]
4. ゼネラル・アビエーション[注 14]
  1. 農業機＝グラマン アグキャット
  2. ビジネス機＝三菱MU-2ムーニー
  3. 消防・防災機 [注 15]
    1. 防災機[注 16]
    2. 空中消火機
    3. 救難機
    4. 航空救急機[注 17]

  4. スポーツ機[注 18]＝セスナ 172、
  5. レース機
    1. 曲芸飛行[注 19]＝ピッツ・スペシャル
    2. エアレース機=ジブコ エッジ540
5. 実験機
6. 研究機

#### 軍用機
本稿では武器を積んでいない非武装機でも軍事目的として利用されている場合は軍用機としている。
1. 戦闘機＝F-15 イーグル、ミラージュ2000、MiG-21
2. 爆撃機＝アブロ バルカン、ツポレフTu-22Mバックファイヤー、ロックウェルB-1
3. 偵察機＝ロッキードSR-71
4. 早期警戒機＝グラマンE-2Aホークアイ
5. 早期警戒管制機＝E-3 (航空機)
6. 空中指揮機＝E-4 (航空機)、E-6 (航空機)
7. 輸送機[注 20]＝川崎C-1、ロッキードC-130ハーキュリーズ
8. 空中給油機＝ボーイングKC-135ストラトタンカー
9. 哨戒機＝新明和PS-1、ロッキードP-3Cオライオン
10. 救難機
11. 実験機
12. 研究機
13. 試験機[注 21]
14. ※（マルチロール機）＝F-16以降現在主要各国戦闘機は多用途機化が進んでいる。

#### 政府機関機
非軍用の国際機関（国際連合など）、多国政府共同運用（EUなど）、中央政府機関、自治領、地方政府・地方自治体などの機体。任務は民間機・軍用機の一部と被る場合がある。
1. 政府専用機（要人移動用。日本国政府専用機、米国エアフォースワンなど）
2. 消防・防災機
3. 空中消火機
4. 救難機
5. 航空救急機[注 17]
6. 輸送機
7. 警戒機[注 22]
8. 哨戒機[注 23]
9. 試験機[注 24]
10. 実験機
11. 研究機
12. 観測機[注 25]
13. 地図・海図等用撮影機
14. 郵便機[注 26]

### 形状別種類分類

#### 翼の数
複葉機・単葉機・三葉機・多葉機・タンデム翼機

#### 翼の位置
単葉機における分類。詳細は単葉機を参照。

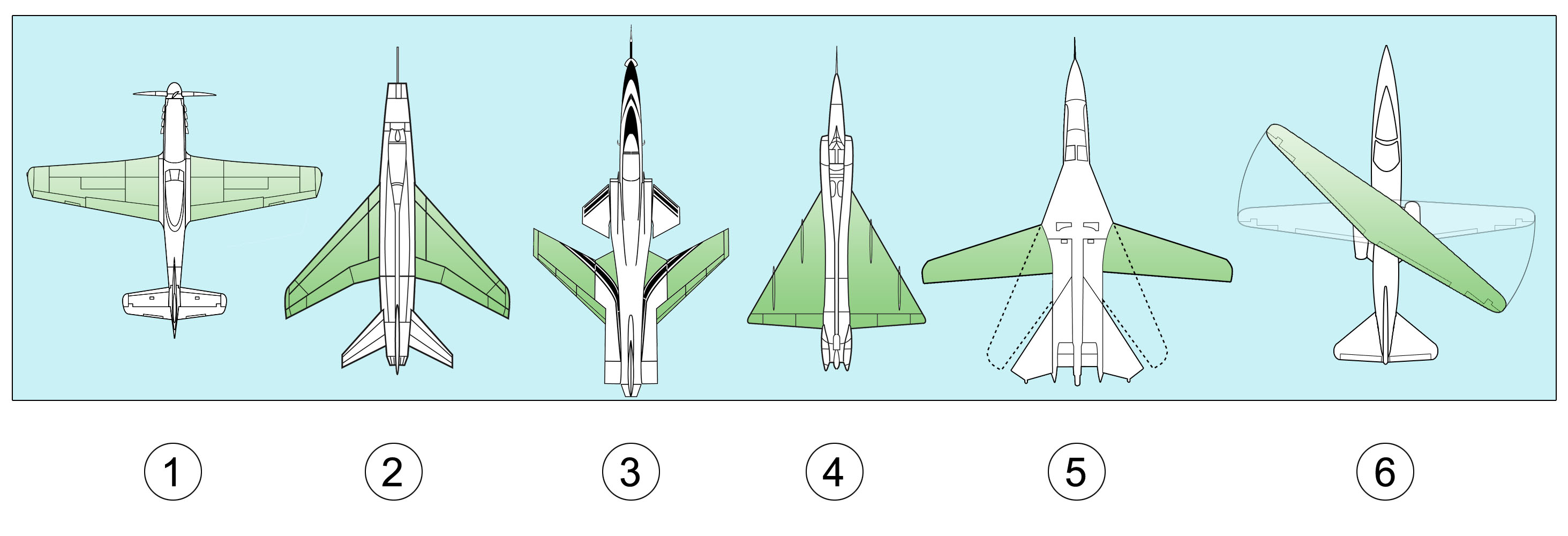
航空機の主翼の形状（薄緑の部分）
左から矩形(テーパー)翼（P-51）
後退翼（F-100）
前進翼（X-29）
三角翼（F-102）
可変翼（F-111）
可変翼（斜め翼）（AD-1）

低翼、中翼、高翼（貨物の出し入れが容易なため輸送機に多い）、パラソル翼（飛行艇に多い）

#### 主翼の形
平面形での分類＝矩形・後退・前進・三角・可変・楕円・オージー。

#### エンジンの数
単発の場合通常ジェット機は胴体内、レシプロでは機体の最前部もしくは最後部に取り付けられる。双発以上の場合ほとんど位置は主翼か胴体後方である。現在軽飛行機や一部の作戦用・訓練用軍用機以外は故障のリスクを考えエンジンは双発以上である。

単発機・双発機（ツインジェット）・三発機（トライジェット）・四発機（クワッドジェット）・多発機。

#### エンジン種類
1. レシプロ
2. タービン（ターボ、ターボファン、ターボプロップ、ラム、パルス）
3. ロケット[注 27]＝音速機実験機ベルX-1・Me-163コメート・秋水・ナッター※ナッターは邀撃ミサイルではあるが有人有翼であるので飛行機として例示記載。
4. 電動機

#### 推進方式
プロペラ機における分類。
推進式・牽引式・プッシュプル方式

#### 降着装置
前輪式・尾輪式・尾橇式・タンデム式・フロート・艇体（飛行艇）・ソリ

#### 操縦席の数
単座式・複座式

### スピードによる分類
音速を基準として亜音速、遷音速（マッハ0.75～1.25）、超音速（マッハ1.25以上）に分類。

### 離着陸方法による分類
垂直離着陸機、短距離離陸垂直着陸機、垂直/短距離離着陸機、短距離離着陸機、通常離着陸機、CATOBAR機や短距離離陸拘束着艦機（航空母艦でカタパルトやアレスティング・ワイヤー、アレスティング・フックを使用）、空中発進機、橇着陸機

## その他、雑学など
日本語の「飛行機」という名称の初出
日本語の「飛行機」という表現は、森鷗外が「小倉日記」1901年（明治34年）3月1日条に記したのが初出だとされる。